# 考那斯區
考纳斯区是立陶宛考那斯縣内的市镇，行政中心为考那斯市（为单独的市镇，不在本市镇辖区内）。市镇面積为1,496平方公里，2020年人口数量为96,440人。
立陶宛第二大国际机场考纳斯机场座落在本市镇内。A1公路、欧洲E67公路等主要公路及铁路将考纳斯区连接至立陶宛的其他城市。